# Protestants onderwijs
Het protestantse onderwijs houdt in dat men op protestantse wijze wordt opgevoed en dat alle tot de meeste leraren zelf ook protestants zijn. In het protestantse onderwijs begint men de dag meestal met een gebed, het zingen van gezangen of psalmen, het onderwijs is sterk gebaseerd op protestants-christelijke gewoonten en tradities. Vandaag de dag zijn vele middelbare scholen nog steeds protestants, er zijn meestal wel 1 à 2 protestantse scholen in een dorp aanwezig, dit is echter afhankelijk van de ligging van het dorp. Zo zijn er in Nederland meer protestantse scholen en in België meer katholieke scholen.

## Historische achtergrond
In de 16e eeuw revolteerden Maarten Luther en de humanisten tegen de scholastische methode. Het kerkelijke instituut werd bezien als een onnodige tussenschakel tussen de mens en God, en het daaraan verbonden centralistische onderwijs werd door de humanisten afgewezen. De renaissance werkte de heropleving van de Griekse oudheid in de hand, en de mens werd weer centraal gesteld. Academische individualiteit, gebonden aan een sterke moraliteit, vormden de kern van het protestantse betoog. Het bestuderen van de originele klassieke teksten stond centraal. Het goede kon bereikt worden door Jezus Christus, het geloof, de schrift en de genade. 
De Verlichting nam de idee van discipline en moraliteit over. Franse Verlichtingsfilosofen zoals Jean-Jacques Rousseau stonden aan de bakermat van een onderricht dat de nijvere burgerij moest helpen in hun maatschappelijke opgang.